# Башни Хуагоюань
Башни Хуагоюань (Huaguoyuan Towers или Twin Towers Guiyang), также известны как Гуйянский международный торговый центр(Guiyang International Trade Center) — сверхвысокие небоскрёбы-близнецы, расположенные в китайском городе Гуйян (Гуйчжоу). Построены в 2020 году в стиле модернизма, каждая 335-метровая башня имеет 74 наземных и два подземных этажа. В западной башне размещаются пятизвёздочный отель и офисы, в восточной башне — офисы. В многоуровневом подиуме расположены торгово-развлекательный центр и автомобильный паркинг. 
Также в состав комплекса Хуагоюань, возведённого на месте кварталов трущоб, входят 50-этажный Huaguoyuan Hilton Hotel, построенный в 2019 году, и две высотные жилые башни. Рядом с башнями Хуагоюань расположена станция метро Парк Гуаньшаньху.

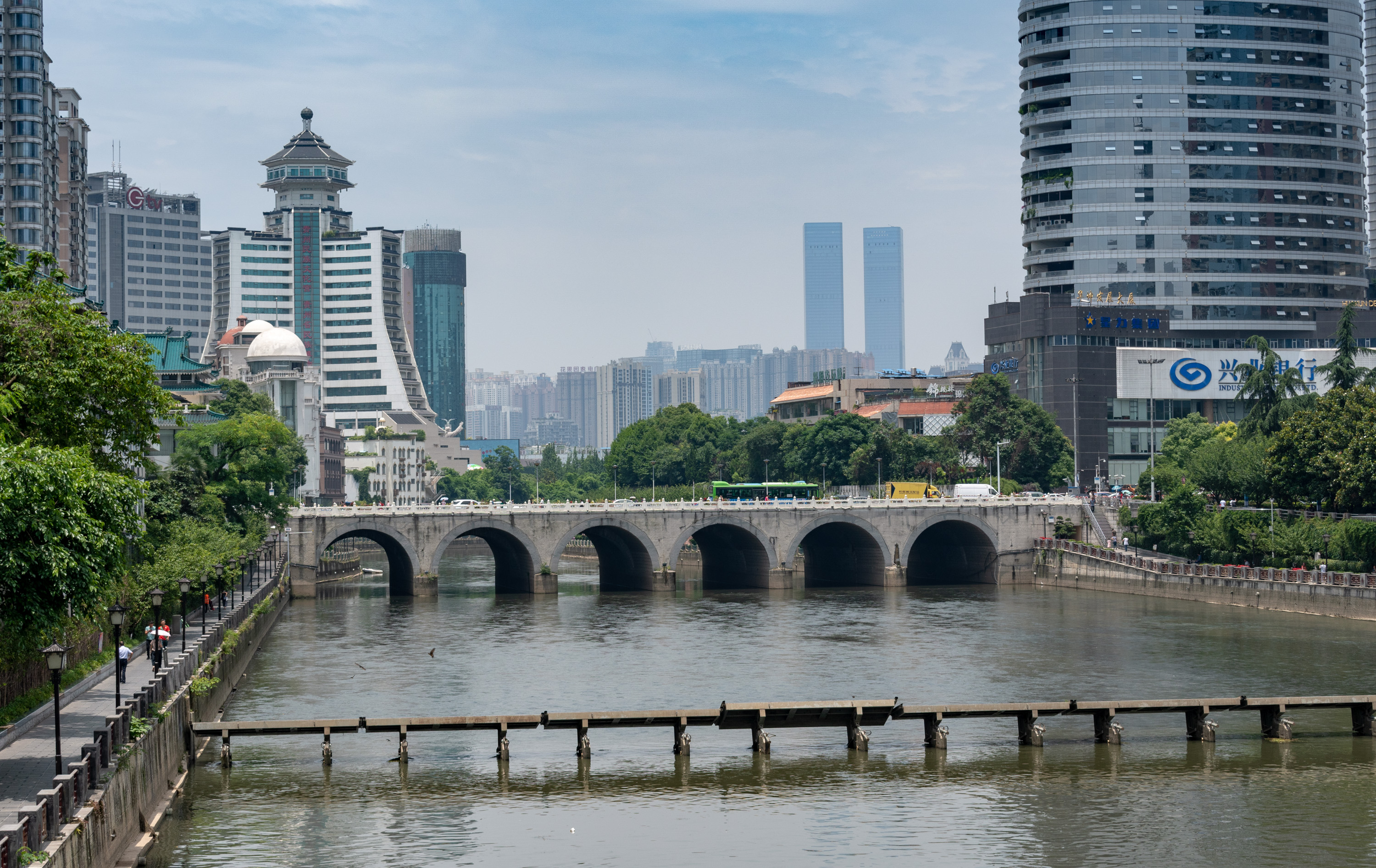
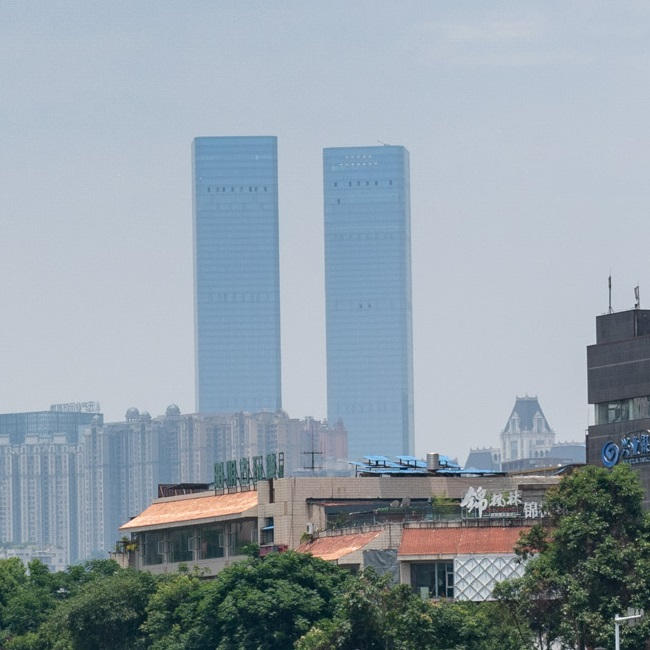